# Scatopyrodes moreletii
Scatopyrodes moreletii là một loài bọ cánh cứng trong họ Cerambycidae.